# 情报协调局
情报协调局（英語：Office Of The Coordinator Of Information，缩写为COI，又可译作“情报协调办公室”、“信息协调局”、“信息协调办公室”），是二战时美国的情报与宣传机构。 

## 历史
1940年12月富兰克林·罗斯福总统派遣其老友、纽约律师威廉·唐诺文上校到伦敦去判断在法国沦陷后英国是否还有意志继续战争。 英国首相丘吉尔、英国谍报机构负责人孟席斯向多诺万鼓吹谍报工作的重要性、传授经验。1941年3月，多诺万回到美国，竭力劝说罗斯福总统成仿效英国设立最高情报机构。1941年6月22日，德国闪击苏联，战争开局苏联被打得一溃千里，凸显了战略情报的必要性与重要性。1941年7月11日根据富兰克林·罗斯福的命令成立情报协调局，此时美国还没有正式参加第二次世界大战。办公地点位于西北E大街与25街交汇处，秘密情报处与秘密行动处也在此办公。
1941年12月7日，日本偷袭珍珠港，多诺万竟然是接到罗斯福总统的电话之后才获悉此事。
对轴心国及其占领国的无线电广播形成了美国之音，于1942年2月1日开播。
机构负责人多诺万与舍伍德的施政思路冲突，最终导致于1942年6月13日，罗斯福总统把它一分为二：研究分析处、秘密情报处、秘密行动处等整合为战略情报局，即中央情报局的前身；国外新闻处划分出去独立为战时新闻局，即美国新闻署的前身。

## 内设机构
- 研究分析处：公开招募学者，监听监看敌国的广播、报纸、杂志及一切可能的文档资料，情报分析。主任是威廉斯学院院长詹姆斯·菲尼·巴克斯特三世。哈佛大学历史系讲师费正清于1941年8月13日加入担任分析员。办公地点位于宾夕法尼亚大街与宪法大道交汇处空置的顶点大厦（Apex Building）。至1942年6月，其远东部门有20名工作人员、7名兼职顾问；其中8人对华工作。
- 秘密情报处：负责收集情报的谍报活动
- 特别行动处：负责进行破坏颠覆暗杀活动
- 反情报处：反间谍
- 心战情报处：在敌对国家及其占领国家的煽动宣传
- 作训处：培训敌后游击活动
- 研究开发处：情报工作所需的科技发明